# Abzählbar normierter Raum
Ein abzählbar normierter Raum (englisch countably normed space) ist in der Funktionalanalysis ein lokalkonvexer Raum, dessen Topologie durch eine abzählbare Menge von kompatiblen Normen erzeugt wird, das heißt, sie besitzen dieselben Cauchy-Folgen. Der Begriff wurde von Israel Moissejewitsch Gelfand und Georgi Jewgenjewitsch Schilow eingeführt.

## Abzählbar normierter Raum
Seien {\displaystyle \|\cdot \|_{1}} und {\displaystyle \|\cdot \|_{2}} zwei Normen auf einem linearen Raum {\displaystyle V}. Man nennt {\displaystyle \|\cdot \|_{1}} und {\displaystyle \|\cdot \|_{2}} kompatibel oder konsistent, falls eine Cauchy-Folge {\displaystyle (x_{n})_{n\in \mathbb {N} }\in V}, welche in einer der beiden Normen gegen {\displaystyle x'\in V} konvergiert, auch in der anderen Norm gegen {\displaystyle x'} konvergiert.
Ein lokalkonvexer Raum {\displaystyle X} heißt abzählbar normierter Raum, falls die Topologie durch eine abzählbare Menge kompatibler Normen {\displaystyle \{\|\cdot \|_{n}\}_{n\in \mathbb {N} }} erzeugt wurde.

## Eigenschaften
Man kann ohne Beschränkung der Allgemeinheit annehmen, dass die Normen von der Form {\displaystyle \|\cdot \|_{p}\leq \|\cdot \|_{q}} für {\displaystyle q>p} sind, ansonsten definiert man die Normen {\displaystyle \|\cdot \|_{1,k}=\max(\|\cdot \|_{1},\|\cdot \|_{2},\dots ,\|\cdot \|_{k})}, welche die gleiche Topologie erzeugen.
Sei {\displaystyle X_{n}} der Banachraum, der durch die Vervollständigung bezüglich der {\displaystyle \|\cdot \|_{n}}-Norm entstanden ist. Dann existiert eine Inklusion
{\displaystyle X_{1}\supset X_{2}\supset \cdots \supset X_{n}\supset \cdots }
und {\displaystyle X} ist ein Fréchet-Raum und der projektive Limes
{\displaystyle X=\bigcap _{n\in \mathbb {N} }X_{n}.}
{\displaystyle X} ist metrisierbar und eine Metrik ist durch
{\displaystyle d(x,y)=\sum \limits _{n=1}^{\infty }{\frac {1}{2^{n}}}{\frac {\|x-y\|_{n}}{1-\|x-y\|_{n}}}}
gegeben. Eine Folge in {\displaystyle X} ist dann und nur dann eine Cauchy-Folge bezüglich dieser Metrik, wenn sie eine Cauchy-Folge bezüglich jeder Norm ist.

## Beispiele
- Sei {\displaystyle X=C^{\infty }[a,b]} der Raum der glatten Funktionen auf {\displaystyle [a,b]}, dann wird der Raum durch die Normen

{\displaystyle \|f\|_{n}=\sup \limits _{\begin{array}{c}a\leq t\leq b\\0\leq k\leq n\end{array}}|f^{(k)}(t)|}
zu einem abzählbar normierten Raum.